# San Damiano (Brugherio)
San Damiano (San Damiàn in dialetto locale) è un quartiere della città italiana di Brugherio, posta all'estremo nord del centro urbano, oltre l'autostrada Milano-Bergamo.

## Storia
La località di San Damiano appare, per la prima volta, nel pieno dell'età carolingia, come borgo edificatosi intorno ad un monastero dipendente da quello di Sant'Ambrogio a Milano. Più esattamente, in un documento dell'853, si viene a sapere che a San Damiano vi si trova una chiesa dedicata ai santi Cosma e Damiano. Nel corso dei secoli basso-medievali, non si ebbero importanti eventi in questa località: si sa che esisteva ancora nel XIV secolo, in quanto citata negli Statuti delle acque e delle strade del contado di Milano fatti nel 1346 come ''San Damian di Baraza''. Il piccolo borgo agricolo fece sentire la sua presenza due secoli dopo, in occasione della creazione della parrocchia brugherese ad opera di san Carlo Borromeo (1578), allorché San Damiano si rifiutò di aderire alla nuova circoscrizione religiosa, in quanto si sarebbe ritrovata costretta a pagare una tassa per il mantenimento del parroco. San Carlo, estenuato, acconsentì ai sandamianesi di rimanere sotto la parrocchia di San Gerardo di Monza. Nel censimento del 1751 era un comune autonomo con 75 abitanti amministrato da un solo console eletto dagli stessi abitanti. Alla proclamazione del Regno d'Italia, nel 1805, il borgo aveva raggiunto i 178 residenti. Il governo napoleonico sperimentò la prima unione con Moncucco nel 1809, per poi aggregare il tutto a Monza nel 1811, ma il 12 febbraio 1816 gli austriaci annullarono ogni deliberazione in merito, restituendo a San Damiano lo status di comune che aveva avuto nel secolo precedente. Così, nei successivi cinquant'anni, San Damiano ritornò ad essere un ente autonomo. Di questo periodo si sa che, alla data del 1853, il paese contava 363 anime. Nel 1863 venne cambiata la denominazione in San Damiano di Monza, ma nel 1866 fu aggregato definitivamente al nuovo comune di Brugherio. Tale atto di unione, bisogna ricordarlo, fu oggetto di un dibattito ferocissimo presso i sandamianesi, che non volevano perdere la loro autonomia. Soltanto la persuasione del sindaco di Baraggia (e futuro primo cittadino di Brugherio) Giovanni Noseda, convinse, attraverso un referendum, i cittadini di San Damiano a scegliere la fusione nel nuovo ente territoriale.

## Vita religiosa
Riguardo alla vita religiosa, bisogna sottolineare che San Damiano cade sotto la parrocchia di Sant'Albino, quest'ultima facente parte amministrativamente a Monza, ma religiosamente unita alla comunità pastorale Epifania del Signore di Brugherio. Sul territorio di San Damiano, comunque, è presente una piccola e antica chiesa dedicata a Sant'Anna. Infine, tra le colonne votive cittadine ne viene annoverata anche una presente sul territorio della frazione, ma non ne è rimasta alcuna traccia.

## Istruzione
Sul territorio di San Damiano sono presenti tre scuole pubbliche, facenti parte dell'Istituto Comprensivo "di Via Nazario Sauro": una dell'infanzia (Fratelli Grimm), una primaria (Corridoni) ed infine una secondaria di primo grado (Eduardo De Filippo).

## Cultura e sport
San Damiano mantiene alcune feste identitarie. La prima che si celebra è quella estiva, ricorrente nel mese di giugno e realizzata grazie all'azione coordinata del gruppo sportivo sandamianese, dell'assessorato ai beni culturali di Brugherio e della consulta del quartiere nord della città. Una seconda festa si celebra a novembre. San Damiano, inoltre, ha dato origine alla banda musicale omonima, il corpo musicale San Damiano Sant'Albino, attivo sin dal 1906 e partecipante a numerosi eventi culturali locali. Sul territorio sono presenti la prima citata G.S. Sandamianese formata da quasi 500 tra atleti, soci sostenitori e tesserati in genere; questa società sportiva è presente sul territorio da 45 anni e dà la possibilità a giovani e meno giovani di praticare diverse discipline sportive tra cui il basketball, il futsal, il ciclismo il podismo ... l’altra società sportiva rimasta è il A.S. San Damiano-Sant'Albino con colore sociale bianco-verde. Merita un ricordo anche il Sandamiano calcio a 5 (2008 - 2018)che nella sua se pur breve vita è arrivata (con il nome di futsal Monza per motivi di sponsor)a partecipare da protagonista al campionato nazionale di serie B Calcio a 5 (futsal)appunto..